# برکت‌آباد (بروجرد)
برکت‌آباد روستایی است از توابع شهرستان بروجرد در استان لرستان. این روستا در دهستان گودرزی در بخش اشترینان این شهرستان قرار دارد.
دارای مردمانی مهمانواز و خونگرم میباشد. شغل اکثر آنها باغداری و دامپروری میباشد.این روستا دارای باغات پر ثمر سیب و هلو و گردو و... میباشد.

## جمعیت
بنابر سرشماری مرکز آمار ایران، جمعیت برکت آباد در سال ۱۳۸۵ برابر با ۸۱۷ نفر بوده‌است که از این میان ۴۲۰ نفر مرد و بقیه زن بوده‌اند. این روستا ۲۰۳ خانوار دارد.
این روستا درگویش محلی (پرکک) تلفظ می‌شود.